# Merops leschenaulti
Il Gruccione testacastana (Merops leschenaulti Vieillot, 1817) è un uccello appartenente alla famiglia Meropidae, diffuso nel subcontinente indiano e nelle regioni adiacenti, dall'India orientale al sud-est asiatico.
L'epiteto specifico è un omaggio al naturalista francese Jean Baptiste Leschenault de la Tour (1773-1826).

## Descrizione
Il piumaggio è di colore prevalentemente verde, con accenni di blu sul dorso e sul ventre. Il muso e la gola sono gialle con una striscia nera sugli occhi, mentre la testa e la nuca sono rosso-castano. Il becco è sottile e ricurvo.

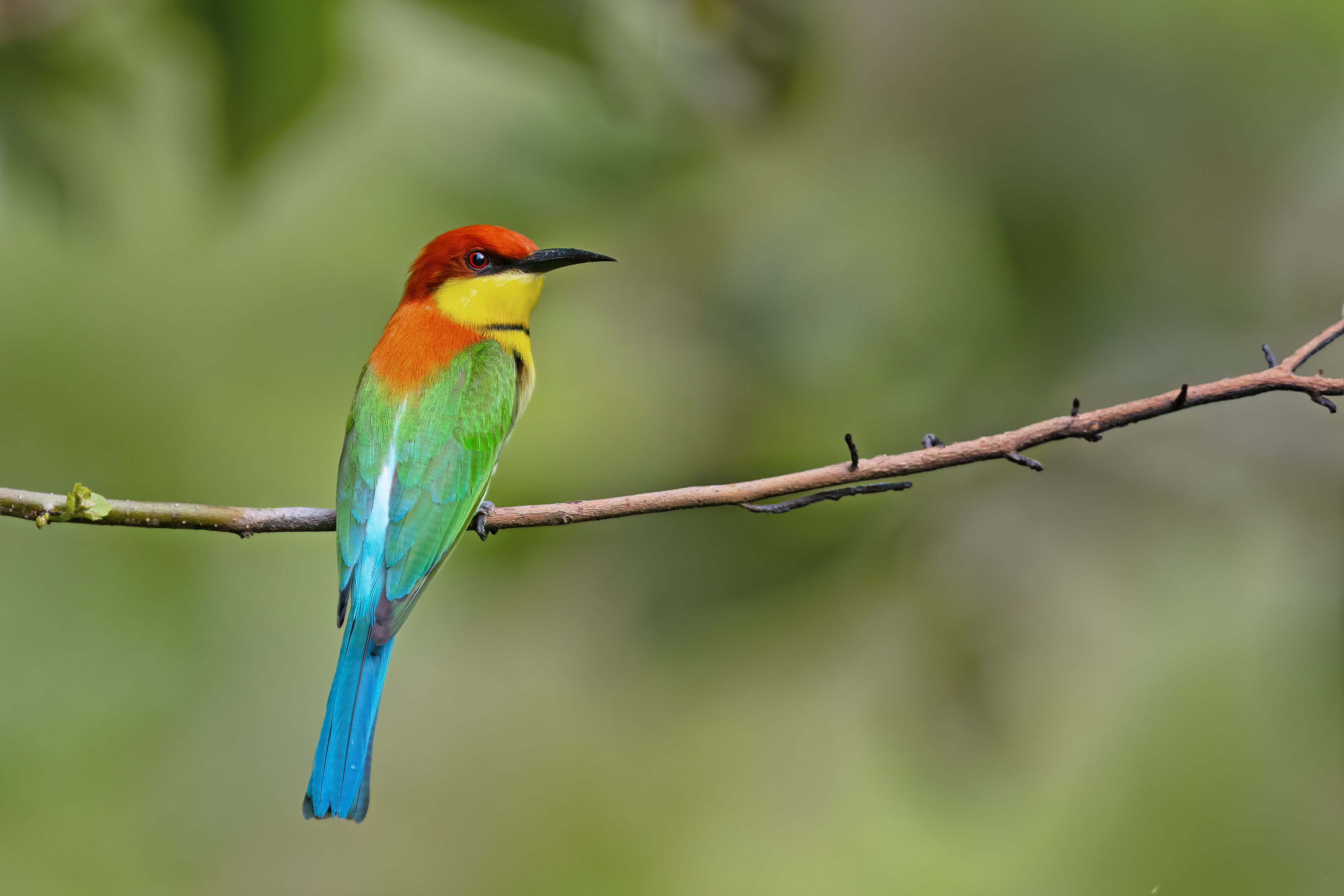
Ben visibile nell'immagine è il piumaggio del dorso.